# Demna Gwassalia

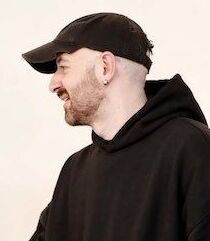
Demna Gwassalia

Demna Gwassalia (georgisch დემნა გურამოვიჩ გვასალია; * 25. März 1981 in Sochumi) ist ein deutsch-georgischer Modedesigner und -unternehmer und ab Sommer 2025 designierter Kreativdirektor des Modehauses Gucci.

## Lebenslauf
Nach dem Besuch der Grund- und weiterführenden Schule von 1986 bis 1997 nahm Gwassalia sein Studium an der Staatlichen Universität Tiflis auf, das er 2001 mit einem Bachelor in Internationalen Wirtschaftsbeziehungen abschloss. Infolge des Bürgerkriegs hatte die Familie bereits 1993 Sochumi verlassen müssen, übersiedelte 2001 aus Georgien nach Deutschland und ließ sich in Düsseldorf nieder. Von 2002 bis 2006 studierte Gwassalia an der Koninklijke Academie voor Schone Kunsten in Antwerpen Modedesign.

## Karriere
Im Jahr 2009 begann er seine Karriere bei Maison Margiela, 2013 erfolgte der Wechsel zu Louis Vuitton als Designer für die Damenkollektion. Gemeinsam mit seinem jüngeren Bruder Guram gründete Gwassalia im Jahr 2014 das Modelabel Vetements. 2015 wurde Gwassalia Kreativdirektor bei Balenciaga. Er prägte die Marke mit seinen ungewöhnlichen, polarisierenden Designs, beispielsweise Umdeutungen von Billigwaren oder Nachahmungen von Alltagsgegenständen wie der Tragetasche des Einrichtungsunternehmens Ikea. Unter seiner kreativen Leitung vervielfachte sich der Umsatz des Unternehmens von 200 Mio. EUR auf 1,75 Mrd. EUR (2021).
Im März 2025 wurde Gwassalias Wechsel innerhalb des Kering-Konzerns zu Gucci angekündigt. Er soll die wirtschaftlich unter Druck stehende Marke wieder auf Gewinnkurs bringen, so der Kering-CEO François-Henri Pinault.

## Sonstiges
Gwassalia spricht neben Georgisch auch Russisch, Deutsch, Englisch und Niederländisch.
Er ist mit dem französischen Musiker Loïk Gomez (Pseudonym: BFRND) liiert. Wegen seiner Homosexualität sei er in seiner Jugend in „[Georgien], einem sehr religiösen, sehr machohaften Land“ ein Außenseiter gewesen und gemobbt worden.
Nach dem Überfall Russlands auf die Ukraine wurde Gwassalia Botschafter für die Fundraising-Platform United24, deren Erlöse der Ukraine zugutekommen.